# Paderborn
Paderborn er en by i Tyskland i delstaten Nordrhein-Westfalen med omkring 145.000 indbyggere. Byen er administrationssæde i landkreisen Kreis Paderborn. Navnet kommer af floden Pader, som har udspring i mere end 200 kilder nær Paderborn domkirke hvor Sankt Liborius er gravlagt.

## Geografi
Paderborn ligger ved kilden til floden Pader, omtrent 50 km øst for Lippstadt og 40 km syd for Bielefeld. Åsene i Eggegebirge ligger øst for byen.

## Historie
Det menes at Karl den Store tilbragte en stor del af sin regeringstid i området, og spor af ruiner under og omkring domkirken i Paderborn ser ud til at støtte dette.
Træet Irminsul der ifølge saxisk mytologi forbandt jorden og himlen, stod ifølge legenden nær Paderborn.
Paderborn var sæde for bispedømmet Paderborn og er i dag sæde for en romersk-katolsk ærkebiskop.
St. Liborius bliver mindet hvert år i Paderborn under Liborifesten i juli, selv om festivitassen i dag kun har en smule at gøre med helgenen.